# 哈維·古埃拉
哈維·古埃拉（西班牙語：Javi Guerra；1982年3月15日—）是一位西班牙足球運動員。在場上的位置是前鋒。現效力於西甲球隊華歷簡奴，曾效力於卡迪夫城足球俱樂部、馬拉加足球俱樂部等球隊。他的雙胞胎兄弟埃米利奧·古埃拉也是一位足球運動員。